# Dödspolarna
Dödspolarna (originaltitel: Mean Streets) är en amerikansk kriminalfilm från 1973, i regi av Martin Scorsese. Filmen var det första samarbetet mellan Martin Scorsese och Robert De Niro, som kom att vara i över 25 år och resultera i totalt nio filmer.

## Handling
Charlie (Harvey Keitel) lever sitt liv i New Yorks "Little Italy". Han vill bli lika respekterad som sin farbror, den lokale gangsterbossen. Men han måste se till så att galne Johnny Boy (Robert De Niro) håller sig borta från trubbel. Dessutom vill han leva ett vanligt liv med sin flickvän. Hur ska det hela gå ihop? Allt har sina konsekvenser...

## Om filmen
Detta var det första samarbetet mellan Martin Scorsese och Robert De Niro. Filmen är löst baserat på Scorseses liv och personer från hans uppväxt. Det finns ingen traditionell filmmusik i filmen, utan endast pop- och rockmusik av bland annat Eric Clapton, The Rolling Stones och The Ronettes.

## Rollista
- Robert De Niro – Johnny Boy
- Harvey Keitel – Charlie
- David Proval – Tony
- Amy Robinson – Teresa
- Richard Romanus – Michael
- Cesare Danova – Giovanni
- Victor Argo – Mario
- Jeannie Bell – Diane
- David Carradine – Barfyllo
- Robert Carradine – Pojke med pistol
- Martin Scorsese – Jimmy Shorts / Charlies tankar

## Citat
- Johnny Boy: What's the matter, you too good for this ten dollars? Huh? You too good for it? It's a good ten dollars. Know somethin' Mikey? You make me laugh. You know that?
- Charlie: You don't make up for your sins in church. You do it in the streets.